# 마쓰모토 하지메
마쓰모토 하지메(일본어: 松本哉, 1974년 10월 17일~)는 일본의 좌익 활동가, 고물상이다. 스기나미구 고엔지(高円寺)에서 재활용 가게 〈아마추어의 반란 5호점〉(素人の乱５号店)을 운영하고 있다.

## 대학생 시절
1994년 호세이 대학 법학부 정치학과에 입학하고 노숙 동아리에 가입했다. 1996년 캠퍼스 재개발을 계기로 〈호세이 대학의 궁상스러움을 지키는 모임〉(法政の貧乏くささを守る会)을 결성했다. 이 모임은 학생 생활 개선, 학비 인상 반대, 교사 개축 반대 등을 주장했다. 또 아래와 같은 활동을 했다.
- 냄비 투쟁: 야외에 코타츠(炬燵, 탁자형 난방기구)를 설치하고 술을 마시고 나베모노(鍋物, 냄비요리)를 해먹었다.
- 음주 투쟁: 코타츠와 텔레비전을 반입해 술을 마셨다.
- 불고기 투쟁: 대학 사무실 앞에 코타츠를 놓고 불고기를 해먹었다.
- 쿠사야 투쟁: 대학 사무실 앞에서 쿠사야를 구워먹었다.
- 학생식당 투쟁: 맛과 가격에 불만을 가진 학생들을 모아 학생 식당에 난입했다.

이런 활동에는 100명 이상의 학생들이 참가했다. 이 모임은 아이치 대학에서도 호응을 얻으며 상부 단체로 〈일본전국빈곤학생총연합〉(全日本貧乏学生総連合)을 결성했다. 2001년 3월 학교를 졸업하고 4월에 통신교육과정 문학부에 재입학했다. 그리고 같은 해 9월 학교에서 열린 일본사립대학연맹 주최 시민강좌에 난입해 대학 간부와 기업인들에게 소화기를 분사하는 소란을 일으켰다. 2002년 1월 체포되어 7월에 학적이 박탈됐다.

## 가난뱅이 대반란 집단
대학 졸업한 후, 〈가난뱅이 대반란 집단〉(貧乏人大反乱集団)을 결성했다. 2003년 12월, 롯폰기 힐즈에 밥상(卓袱台)를 반입해 나베모노(냄비요리)를 하는 크리스마스 분쇄 집회를 열었지만 경찰관 300명에게 진압됐다. 2005년, 고엔지에 재활용 가게 〈아마추어의 반란〉을 개점했다. 이후, 마쓰모토를 따라 같은 이름의 점포를 개업하는 사람도 나타나서, 2007년 현재 고엔지에는 카페 등 〈아마추어의 반란〉 다섯 점포가 나란히 서게 됐다.
2005년, 〈고엔지 니트 조합〉을 결성했고 방치 자전거 철거를 반대하는 시위 행진을 벌였다. 이 데모는 DJ와 음향 장비를 실은 트럭이 선두에서 음악 방송을 하고, 행진 참가자들은 술을 마시고 춤을 추며 뒤따라가는 식이었다. 사전에 공안 위원회에 신고했던 참가자 수는 3명이었지만 실제 참가자 수는 약 150명이었다. 행진 도중에 길을 지나가던 사람들도 즉흥적으로 데모대에 참가해서 큰 소란이 일어났지만 시위 책임자로서 신고했던 사람은 도중에 변장해 도망갔다. 2006년, 마쓰모토는 철도역 구내 화장실의 휴지 무료화를 요구한다는 명목으로 동료 2명과 함께 데모 행진을 하기로 했다. 그러나 3명 모두 플래카드 등 시위 도구도 지니지 않고, 주장을 외치지도 않고, 극히 평범하게 거리를 걸었다. 시위 참가자는 3명이라고 사전에 신고했음에도 불구하고, 경찰은 이전처럼 속임수라고 의심해서 당일에 200명의 경찰관이 시위 경계에 임했다.
2006년 3월, PSE 문제(PSE 마크가 없는 전자제품을 거래할 수 없도록 한 정책 논란)에 즈음해, 쇼와 시대부터 이용하던 레트로 가전제품도 악기 등과 같이 문화재로 봐야 한다고 주장하며 약 100명이 전기용품안전법을 반대하는 시위를 벌였다. 같은 해 12월, 무분별한 소비를 부추기는 상업화에 항의한다는 뜻으로 크리스마스 분쇄 집회를 열어 신주쿠역 앞 거리에 코타츠를 설치하고, 경찰관 20명 미만에 둘러싸인 채로, 나베모노를 해먹었다.

## 선거 출마
마쓰모토는 정치가 젊은이의 요구에 응하지 않기 때문에 젊은 층의 투표율이 떨어지고 있다고 생각하고, 지인들에게 사회에 자기 생각을 주장하는 귀중한 기회로서의 투표 활동을 권하곤 했다. 2007년 4월에는 직접 자신이 "길거리 해방", "방치 자전거의 철거 반대" 등의 공약을 내세우며 스기나미구 의원 선거에 출마했다. 고엔지역 앞에서 DJ와 음향 장비를 이용해, 록 밴드 공연을 벌이며 선거 연설을 여러 날 밤에 걸쳐 행했다. 그는 1,061표를 얻으며 69명 중 63위로 낙선했다. 그는 입후보한 이유로 음악을 트는 시위에 대해서는 규제가 엄격하지만, 선거 운동의 명목으로 그런 일을 하면 경찰도 막기 어렵다는 점을 들었다. 한편, 도야마 고이치는 선거 운동을 빌미로 제멋대로 한다는 생각은 원래 자신에게서 나온 것이라고 자신의 블로그를 통해 주장했다.

## 사상
학생 시절, "대학의 부르주아화 반대"라는 주장을 내걸면서, 활동은 기존 학생 운동을 패러디하는 방식을 활용했다. 소설가 타테마쓰 와헤이(立松和平)는 마쓰모토의 활동을 "재미있다"라고 평가했다. 이후 마쓰모토는 기존 학생 운동을 "좋은 것을 말하고 있다"고 평하고, 그들의 주장이 다른 학생에게 전달되지 않는 점을 지적하면서 주장을 내세울 때에도 재미를 추구하는 편이 다른 사람들에게 다가가기 쉽다고 했다.
부자를 "가난한 사람을 혹사시키는 사람"으로 적대시하고 있고, 대학 졸업 후에도 거리에 "궁상스런 냄새"를 풍기는 활동을 하고 있다. 마쓰모토는 현대 일본 사회가 불필요한 소비를 부추기는 경향이 있어 어떤 일을 할 때에도 필요 이상으로 돈을 쓰게 하는 한편, 부자를 위해서 장시간 일하는 것이 미덕이 되고 있다고 주장했다. 그는 "별로 돈을 들이지 않아도 즐겁게 생활할 수 있다, 만약 그처럼 생활하는 사람들의 모임이 일본 안에 만들어져 서로 연대하면 그것이 곧 혁명의 실현이 아닌가"라고 말했다. 그는 기존의 좌익 운동에 대해서는 "즐겁지 않다"라고 느끼고 있어 어려운 사상으로 호소하는 것에는 부정적이다.
그는 데모의 필요성을 호소하고 있지만, 단지 주장을 외치기보다 스스로가 하고 싶은 일을 실제로 해 보이는 행위 쪽이 데먼스트레이션(Demonstration)의 뜻에 어울리는 것으로 보고 있다. 구체적인 예가 길거리 라이브 공연이나 냄비 집회이다. 마쓰모토는 규제나 억압 없이 거리에서 자유롭게 떠들거나 술을 마실 수 있는 세상을 바람직하게 보고 있다. 이런 시각에 따라 길거리 라이브는 혁명 후의 세계를 실제로 만들어 보이는 행위라고 했다. 덧붙여 롯폰기 힐즈에서 크리스마스 분쇄를 호소하려고 한 것은, 그 빌딩이 크리스마스에 편승한 상업주의의 상징이라고 판단했기 때문이라고 했다. 사회학자 모리 요시타카(毛利嘉孝)는 "크리스마스 분쇄", "방치 자전거 철거 반대" 등의 주장에서 자본주의와 경찰국가 권력에 대한 비판을 읽어 내고, 마쓰모토의 활동을 기존의 좌익이 잃어 버린 "재미"를 되찾는 시도라고 평가하고 있다.
도야마 고이치는 1980년대 중반 이후 좌익 운동이 피스 보트(Peace Boat)나 반관리교육운동(反管理教育運動) 등 소박한 사민주의 범위 내 활동만 있을 뿐이며, 마쓰모토의 사상이나 운동도 사민 범위 내의 "과격한 사민"에 지나지 않는다고 평가하고 있다.

## 대한민국 입국 불가
마쓰모토는 하자센터(서울시립청소년직업체험센터)의 초청 강연에 참석하기 위해 2010년 9월 30일 오후 4시 인천국제공항에 도착했지만 입국심사장에서 입국을 거부당했다.

## 저서
- 《가난뱅이의 역습》(원제: 貧乏人の逆襲!), 김경원 역, 최규석 그림, 도서출판 이루, 2009년
- 《가난뱅이 자립 대작전》(원제:[世界マヌケ反?の手引書: ふざけた場所の作り方]), 장주원 역, 메멘토 출판, 2017년 5월 25일